# Энджел Лонг
Энджел Лонг (англ. Angel Long, настоящее имя Сара Элизабет Рид, англ. Sarah Elizabeth Read, род. 21 ноября 1980, Суиндон, Уилтшир) — британская порноактриса, лауреатка премии AVN Awards.

## Биография
Родилась 21 ноября 1980 года в Суиндоне. В юности прожила два года в Манитобе (Канада). Затем вместе с семьей вернулась в Великобританию, где временно работала няней и дизайнером помещений.
В порноиндустрии дебютировала в 2001 году, в возрасте 21 года. Снималась для таких студий, как New Sensations, Private, Digital Sin, Vivid, Elegant Angel, Hustler, Evil Angel, Adam & Eve, Brazzers и другие.
В 2002 году впервые снялась в сцене двойного анального проникновения в фильме Double Anal Excursions 4; также в этом фильме в тематике дебютировали Брэнди Лайонс, Джули Найт и Мелани Джаггер.
Открытая бисексуалка.
В 2003 году получила AVN Awards в номинации «лучшая сцена группового секса» за фильм Assficionado вместе с Джеем Эшли и Пэтом Майном.
В период с 2010 по 2013 год получила пять наград SHAFTA Awards, в том числе две — за лучшую сцену анального секса и в категории «исполнительница года».
В 2017 году была представлена на AVN Awards в категории «лучшая актриса второго плана» за фильм Hard in Love («Тяжело в любви»).
Снялась более чем в 380 фильмах.

## Награды и номинации
| Год  | Церемония     | Результат | Номинация                     | Работа                            |
| ---- | ------------- | --------- | ----------------------------- | --------------------------------- |
| 2003 | AVN Awards    | Победа    | Лучшая сцена группового секса | Assficionado                      |
| 2010 | SHAFTA Awards | Победа    | Лучшая сцена анального секса  | Girls Allowed                     |
| 2011 | SHAFTA Awards | Победа    | Лучшая сцена анального секса  | The Pervacious Mind of Angel Long |
| 2012 | SHAFTA Awards | Победа    | Лучшая сцена секса            | Angel Long’s Porn Apprentice      |
| 2013 | SHAFTA Awards | Победа    | Исполнительница года          | н/д                               |
| 2013 | SHAFTA Awards | Победа    | Лучший сериал для взрослых    | н/д                               |
| 2017 | AVN Awards    | Номинация | Лучшая актриса второго плана  | Hard in Love                      |

## Избранная фильмография
- 20 and Natural[15],
- All Tapped Out 3[16],
- Angel Long’s Extreme Filth[17],
- Brit Butt[18],
- Maskerade[19],
- Naughty Bottoms[20],
- Pick Up Artist[21],
- Shane Diesel Is In My Ass![22],
- Porno Pads[23].